# Himelhoch's
Himelhoch's was een warenhuisketen in Michigan. Het bedrijf werd in 1870 opgericht door Wolf Himelhoch. 

## Geschiedenis
Himelhoch was een Joods-Letse emigrant uit Koerland, een deel van het toenmalige Russische rijk, dat nu Letland is. Hij begon het bedrijf in de jaren 1870 in de Michigan Thumb, waar hij koopwaar verkocht op een handkar tussen Caro en Bay City. In 1876 opende Wolf een winkel in Caro en zijn vader Israël en drie ooms breidden het later uit. Vanwege de vraag naar hoogwaardige damesmode in Detroit opende de familie er in 1907 een kleine winkel aan Woodward Avenue. 
In 1923 verhuisde het bedrijf naar het zeven verdiepingen tellende genoteerde Washington Arcade Building aan 1545 Woodward Avenue, ontworpen door architect Albert Kahn. Dit NHRP-geregistreerde gebouw had marmeren muren op de derde verdieping en mahoniehouten vloeren op de derde en vijfde verdieping.
Himelhoch's opende daarnaast vestigingen in Birmingham, Michigan (1950), Grosse Pointe (1952) en in het Northland Center in Southfield (1954). Door de spreiding van de verkoop over meerdere filialen was Himelhoch's echter niet in staat om een voorraad luxegoederen te hebben of risico's te nemen met de inkoop van nieuwe trendy artikelen. Dit leidde tot een steeds conservatievere inkoop, waardoor de keten de boot miste. De keten sloot na verloop van tijd de bruids-, schoenen-, kinder-, bont- en cosmetica-afdelingen. 
In 1979 vroeg Himelhoch's het faillissement aan en sloot zijn winkels. Het vlaggenschipgebouw in Detroit is nu een appartementengebouw, de Himelhoch Apartments. De laatste CEO, Charles Himelhoch, die die functie drie decennia bekleedde, stierf in 2020. 
In 2018 heropende Himelhoch's als een online winkel, met Carol Himelhoch als president.